# Junkhearts
Junkhearts è un film del 2011 diretto da Tinge Krishnan.

## Trama
Frank, un ex soldato sulla cinquantina in piena crisi esistenziale, lascia il suo appartamento solo per andare a fare scorta di sigarette e alcolici. Durante una delle sue uscite, si imbatte in Lynette, un'adolescente di colore, con cui a poco a poco instaura un improbabile legame. Nel frattempo, l'imprenditrice Christine cerca di coniugare, senza successo, il lavoro - che le dà molte soddisfazioni - con la disastrosa vita privata, caratterizzata dalla relazione con un uomo già sposato, dalla dipendenza dalla droga e dalla presenza di una figlia da accudire. Tutti e tre sono alla ricerca di qualche forma di redenzione ma le loro speranze vengono disattese dall'arrivo di Danny, il pericoloso e manipolativo fidanzato di Lynette, che mette in pericolo le vite di tutti quanti.

## Riconoscimenti
- Giorgio d'Oro 2012 al Festival di Mosca